# Электрические органы
Электри́ческие о́рганы (лат. organa electricus) — органы, генерирующие электрические разряды; известны у некоторых групп рыб.

## Распространённость среди рыб
Электрические органы возникли независимо у рыб нескольких далёких друг от друга групп (как пресноводных, так и морских). Их имели многие ископаемые рыбы и, возможно, некоторые бесчелюстные (костнопанцирные); среди современных рыб эти органы известны более чем у 300 видов.

## Анатомия

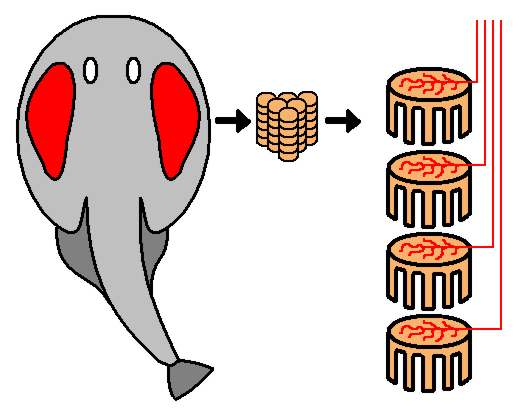
Расположение электрических органов у электрического ската.

Электрические органы — это видоизменённые мышцы, парные органы. У разных видов рыб они сильно отличаются расположением, формой и внутренним строением. Они могут представлять собой почковидные образования (у электрических скатов и электрических угрей), тонкий слой под кожей (электрический сом), нитевидные образования (мормировые и гимнотовые (англ. Gymnotidae)), находиться в подглазничном пространстве (североамериканский звездочёт). Их масса может достигать 1/6 (у электрических скатов) и даже 1/4 (у электрических угрей и сомов) массы тела.
Каждый электрический орган состоит из многочисленных собранных в столбики электрических пластинок — видоизменённых (уплощённых) мышечных, нервных или железистых клеток, между мембранами которых может генерироваться разность потенциалов. Количество пластинок и столбиков в электрических органах разных видов рыб различно: у электрического ската около 600 расположенных в виде пчелиных сот столбиков по 400 пластинок в каждом, у электрического угря — 70 горизонтально размещённых столбиков по 6000 в каждом, у электрического сома электрические пластинки (около 2 млн) распределены беспорядочно. Пластинки в каждом столбике соединены последовательно, а электрические столбики — параллельно. Электрические органы иннервируются ветвями блуждающего, лицевого и языкоглоточного нервов, подходящими к электроотрицательной стороне электрических пластинок.

## Физиология
Разность потенциалов, развиваемая на концах электрических органов, может достигать 1200 вольт (электрический угорь), а мощность разряда в импульсе от 1 до 6 киловатт (электрический скат Torpedo nobiliana). Разряды излучаются сериями залпов, форма, продолжительность и последовательность которых зависят от степени возбуждения и вида рыбы. Частота следования импульсов связана с их назначением (например, электрический скат излучает 10—12 «оборонных» и от 14 до 562 «охотничьих» импульсов в секунду в зависимости от размера жертвы). Величина напряжения в разряде колеблется от 20 (электрические скаты) до 600 вольт (электрические угри), сила тока — от 0,1 (электрический сом) до 50 ампер (электрические скаты). Рыбы, обладающие электрическими органами, переносят без вреда напряжения, которые убивают рыб, их не имеющих. Эти органы служат для защиты, нападения, внутривидовой сигнализации и ориентации в пространстве.

## Опасность для человека
Электрические разряды крупных рыб опасны для человека.